# Philippe-Jean Pelletan
Pour les articles homonymes, voir Pelletan.
Philippe-Jean Pelletan né le 4 mai 1747 à Paris et mort le 26 septembre 1829 à Bourg-la-Reine est un chirurgien français.
Il eut une existence agitée, pleine de traverses et de vicissitudes.

## Biographie
Fils d’un maître en chirurgie de peu de renom, Philippe-Jean Pelletan fait, quoique sans fortune, de bonnes études littéraires, après quoi il se livre avec ardeur à l’étude de l’anatomie et de la chirurgie. Privé de livres, un de ses amis lui procure l’anatomie de Winslow. En échange de ce petit service, il apprend l’anatomie à son condisciple, car il enseigne dès qu’il commence à savoir, ce qui hâte ses progrès et perfectionne son élocution.
Une fois à l’Hôtel-Dieu, il ne quitte plus cet établissement, montrant pour les opérations une très grande habileté, pour les pauvres malades beaucoup de commisération, et pour le professorat public un talent des plus remarqués. On le voit successivement chirurgien, gagnant maîtrise sous le docteur Jean-Nicolas Moreau, son maître et son ancien professeur aux écoles de santé et au collège de chirurgie, professeur de clinique à l’hospice de perfectionnement avant Dubois, chirurgien major à l’Armée des Pyrénées, puis à l’Armée du Nord, membre du conseil de santé des armées, membre de l’Académie royale de chirurgie, membre de la Légion d'honneur. Dès la première promotion (aux Invalides, juillet 1804), il est professeur à la faculté de médecine à sa création, chirurgien en chef de l’Hôtel-Dieu après Desault et avant Dupuytren, chirurgien consultant de Napoléon Ier, et de plus membre de l’Institut et membre de l’Académie de médecine dès leur fondation. Il est élu membre de l'Académie des sciences en 1795.

### L'histoire du cœur de Louis XVII
Pelletan est également connu pour avoir prodigué, après Desault et avec  le docteur Dumangin, des soins à Louis XVII au Temple. Après la mort de ce dernier le 8 juin 1795, Pelletan seul, Desault étant mort depuis le 1er juin précédent et Chopart le 9, doit rendre compte à la Convention de l’état viscéral du dauphin. Au cours de l'autopsie, il subtilise le cœur du jeune défunt à l'insu de ses collègues, les docteurs Jean-Baptiste Dumangin (1744-1826), Pierre Lassus (1741-1807) et Nicolas Dieudonné Jeanroy (1750-1816). Une fois rentré chez lui, Pelletan enferme le cœur du défunt dans un vase de cristal rempli d'esprit de vin, qu'il cache dans sa bibliothèque, derrière ses livres. Il y reste pendant près de 10 ans.
L'alcool évaporé lentement, le cœur desséché est ainsi conservé. Vers 1810, un élève de Pelletan, Jean-Henri Tillos, vole la relique. Quelques années plus tard, Tillos meurt de la tuberculose et exige sur son lit de mort que l'objet soit rendu à Pelletan. À la Première Restauration, Pelletan, entré en contact avec la famille royale, veut lui restituer le cœur. Accusé de sympathie bonapartiste, il est repoussé, et ne parvient pas à être reçu par Louis XVIII. Le retour de Napoléon Ier met un terme à ses démarches. Lors de la Seconde Restauration, Pelletan tente encore de donner le cœur à la famille royale, en vain. Des enquêtes sont engagées à son encontre, et Pelletan se défend. La relique reste cependant cachée dans sa bibliothèque. Le 23 mai 1823, le médecin remet le cœur à l'archevêque de Paris, Hyacinthe-Louis de Quélen, qui s'engage à le remettre à Charles X. En 1829, Pelletan meurt, son fils Philippe Gabriel, également médecin, conserve la relique jusqu'à sa mort en 1879.

### Sous l'Empire
Réunissant tous les titres et toutes les plus hautes fonctions et les dignités de sa robe et de son art, Pelletan est en même temps l'un des grands praticiens de la ville. Nonobstant tant de possessions et tant d’éclat, Pelletan n'est jamais heureux ni riche. À chaque époque de sa vie, sa situation a de l’instabilité, sa conduite du décousu et de l’inconséquence. Ainsi, le premier il fait la réputation clinique de l’hospice de perfectionnement, et c'est Antoine Dubois, lui-même fort habile, mais plus judicieux et plus maître de lui, qui en recueille les fruits et la gloire : l’hôpital, de même que la rue, portent le nom de Dubois.
Pelletan a, avec ses autres rivaux, les mêmes mécomptes. C’était lui que ses mérites et sa constante résilience désignent comme le successeur de son maître, le chirurgien Moreau, et c'est Desault, chirurgien d’un autre hôpital, qui obtient la place. Connu de l’empereur, et grandement estimé de lui, il pouvait prétendre à devenir son premier chirurgien, mais c'est au baron Boyer que Corvisart donne la préférence. Chef et maître de Dupuytren, son adjoint à l’Hôtel-Dieu, celui-ci le fait évincer de sa place et s’en empare ; Pelletan ne conserve que le vain titre d’honoraire.
Tous ses émules, excepté Desault, qui est mort en 1795, sont nommés barons de l’empire. Lui seul a à regretter cette dignité, et sans doute il trouve dans son cœur assez de philosophie pour s’en consoler. Resté professeur à l’École de Médecine, et professeur si éloquent qu’on l'a surnommé dès sa jeunesse « le Chrysostome des chirurgiens » ou « Bouche d’or » et qu’on le compare à Fourcroy, passe néanmoins successivement de la chaire de clinique à celle des opérations, et de celle-ci aux accouchements. Après quoi, l’ordonnance Corbière du 2 février 1813 le dépouille, en même temps que dix de sa carrière presque aussi pauvre qu’au premier jour de ses études. Il ne conserve guère pour tout traitement régulier, à l’âge de 77 ans, que sa pension de membre titulaire de l’Institut.
Pelletan invente peu, précisément parce qu’il sait beaucoup. Fort habile et exercé, il n’attache d’ailleurs qu’un prix médiocre aux innovations en fait d’instruments et de procédés opératoires. Il publie en 1810, âgé alors de près de 63 ans, une Clinique chirurgicale, en 3 vol. in-8°, qui aurait eu plus de retentissement et plus de succès s’il l’eut mise au jour dix ans plus tôt, alors qu’il aurait pu, prendre le soin personnel de la commenter et d’en faire sentir le prix dans ses cours.
Pelletan meurt le 26 septembre 1829 au 96, avenue du Général-Leclerc à Bourg-la-Reine, déclaré par son voisin le pharmacien Delpech. Il est inhumé au cimetière de Bourg-la-Reine. Il laisse une fille et deux fils : Pierre et Gabriel Pelletan. Ce dernier compte parmi les bons et honorables praticiens de Paris tandis que Pierre (1782-1845), est non moins célèbre et non moins malheureux que son père.

## Œuvres et publications
- (la) De hernia inguinali congenita, [Theses anatomico-chirurgicae], typis Michaelis Lambert, 1775.
- Rapport fait à l'Académie de Chirurgie en la séance du jeudi 24 mai 1792 sur la maladie, la mort & l'ouverture du corps de M. Louis, [Paris], 1792, Texte intégral.
- Clinique chirurgicale ou, mémoires et observations de chirurgie clinique, et sur d'autres objets relatifs a l'art de guérir, J. G. Dentu (Paris), 1810:

1. Tome premier, Texte intégral.
2. Tome deuxième, Texte intégral.
3. Tome troisième, Texte intégral.

- Observation sur un ostéo-sarcôme de l'humérus, simulant un anévrisme, impr. de Crapelet (Paris), 1815, lire en ligne sur Gallica.
- Unité de l'art de guérir démontrée : 1° par la similitude des parties qui constituent les organes du corps humain ; 2° par la similitude des maladies qui attaquent ces organes ; 3° par l'identité des moyens de guérison, soit que la nature opère cette guérison, soit que l'art vienne à son secours, impr. de Didot jeune (Paris), 1815, lire en ligne sur Gallica et Texte intégral.
- Observations sur une académie des sciences médicales, Impr. de Chaignieau jeune (S.l.), 1821.

En collaboration
- avec Pierre Lassus, Ephémérides pour servir à l'histoire de toutes les parties de l'art de guérir, Bureau du "Journal des Éphémérides", 1790, 96 p.

Lire également
- Jean Charles Félix Caron, Réfutation du premier mémoire de la clinique chirurgicale de Pelletan sur la broncotomie, 67 p. (texte intégral).